# ベギング
「ベギング」（Begging）は、スウェーデンの歌手アントン・エワルドの1作目のシングル。

## 概要
デビューシングルにして週間2位を記録する大ヒットとなった。

## 収録曲
1. ベギング "Begging"